# Монманеу
Монма́неу (кат. Montmaneu) — муніципалітет, розташований в Автономній області Каталонія, в Іспанії. Код муніципалітету за номенклатурою Інституту статистики Каталонії — 81332. Знаходиться у районі (кумарці) Анойя (коди району — 06 та AI) провінції Барселона, згідно з новою адміністративною реформою перебуватиме у складі Центральної баґарії (округи).

## Населення
Населення міста (у 2007 р.) становить 199 осіб (з них менше 14 років — 9 %, від 15 до 64 — 65,3 %, понад 65 років — 25,6 %). У 2006 р. народжуваність склала 2 особи, смертність — 0 осіб, зареєстровано 0 шлюбів. У 2001 р. активне населення становило 85 осіб, з них безробітних — 5 осіб.

Серед осіб, які проживали на території міста у 2001 р., 161 народилися в Каталонії (з них 102 особи у тому самому районі, або кумарці), 12 осіб приїхало з інших областей Іспанії, а 5 осіб приїхало з-за кордону. 

Університетську освіту має 9,5 % усього населення. 

У 2001 р. нараховувалося 60 домогосподарств (з них 21,7 % складалися з однієї особи, 21,7 % з двох осіб,16,7 % з 3 осіб, 26,7 % з 4 осіб, 8,3 % з 5 осіб, 1,7 % з 6 осіб, 3,3 % з 7 осіб, 0 % з 8 осіб і 0 % з 9 і більше осіб).

Активне населення міста у 2001 р. працювало у таких сферах діяльності: у сільському господарстві — 25 %, у промисловості — 16,2 %, на будівництві — 10 % і у сфері обслуговування — 48,8 %. 

 У муніципалітеті або у власному районі (кумарці) працює 146 осіб, поза районом — 45 осіб.

### Безробіття
У 2007 р. нараховувалося 1 безробітний (у 2006 р. — 6 безробітних), з них чоловіки становили 0 %, а жінки — 100 %.

## Економіка

### Підприємства міста

#### Промислові підприємства
| \| Промислові підприємства міста, за сферою діяльності \| Промислові підприємства міста, за сферою діяльності \| Промислові підприємства міста, за сферою діяльності \| \| Рік \| 2002 р. \| 2001 р. \| \| --------------------------------------------------- \| --------------------------------------------------- \| --------------------------------------------------- \| \| Енергетичні та водні ресурси \| 33,3 % \| 33,3 % \| \| Хімія та метали \| 33,3 % \| 33,3 % \| \| Переробка металів \| 16,7 % \| 16,7 % \| \| Продукти харчування \| 0 % \| 0 % \| \| Текстиль \| 16,7 % \| 16,7 % \| \| Виробництво меблів, видання \| 0 % \| 0 % \| \| Інше \| 0 % \| 0 % \| \| Усього підприємств \| 6 \| 6 \| |         |         |
| Промислові підприємства міста, за сферою діяльності |         |         |
| Рік | 2002 р. | 2001 р. |
| Енергетичні та водні ресурси | 33,3 %  | 33,3 %  |
| Хімія та метали | 33,3 %  | 33,3 %  |
| Переробка металів | 16,7 %  | 16,7 %  |
| Продукти харчування | 0 %     | 0 %     |
| Текстиль | 16,7 %  | 16,7 %  |
| Виробництво меблів, видання | 0 %     | 0 %     |
| Інше | 0 %     | 0 %     |
| Усього підприємств | 6       | 6       |

#### Роздрібна торгівля
| \| Підприємства роздрібної торгівлі міста, за сферою діяльності \| Підприємства роздрібної торгівлі міста, за сферою діяльності \| Підприємства роздрібної торгівлі міста, за сферою діяльності \| \| Рік \| 2002 р. \| 2001 р. \| \| ------------------------------------------------------------ \| ------------------------------------------------------------ \| ------------------------------------------------------------ \| \| Продукти харчування \| 66,7 % \| 50 % \| \| Одяг та взуття \| 0 % \| 0 % \| \| Товари для дому \| 0 % \| 0 % \| \| Книги та періодичні видання \| 0 % \| 0 % \| \| Промислова хімічна продукція \| 33,3 % \| 25 % \| \| Продукція, пов'язана з транспортними засобами \| 0 % \| 0 % \| \| Інше \| 0 % \| 25 % \| \| Усього підприємств \| 3 \| 4 \| |         |         |
| Підприємства роздрібної торгівлі міста, за сферою діяльності |         |         |
| Рік | 2002 р. | 2001 р. |
| Продукти харчування | 66,7 %  | 50 %    |
| Одяг та взуття | 0 %     | 0 %     |
| Товари для дому | 0 %     | 0 %     |
| Книги та періодичні видання | 0 %     | 0 %     |
| Промислова хімічна продукція | 33,3 %  | 25 %    |
| Продукція, пов'язана з транспортними засобами | 0 %     | 0 %     |
| Інше | 0 %     | 25 %    |
| Усього підприємств | 3       | 4       |

#### Сфера послуг
| \| Підприємства міста, що працюють у сфері послуг, за діяльністю \| Підприємства міста, що працюють у сфері послуг, за діяльністю \| Підприємства міста, що працюють у сфері послуг, за діяльністю \| \| Рік \| 2002 р. \| 2001 р. \| \| ------------------------------------------------------------- \| ------------------------------------------------------------- \| ------------------------------------------------------------- \| \| Гуртова торгівля \| 0 % \| 0 % \| \| Готелі та готельний бізнес \| 66,7 % \| 66,7 % \| \| Транспорт та зв'язок \| 16,7 % \| 16,7 % \| \| Посередницькі фінансові послуги \| 0 % \| 0 % \| \| Послуги підприємствам \| 0 % \| 0 % \| \| Послуги фізичним особам \| 0 % \| 0 % \| \| Нерухомість та ін. \| 16,7 % \| 16,7 % \| \| Усього підприємств \| 6 \| 6 \| |         |         |
| Підприємства міста, що працюють у сфері послуг, за діяльністю |         |         |
| Рік | 2002 р. | 2001 р. |
| Гуртова торгівля | 0 %     | 0 %     |
| Готелі та готельний бізнес | 66,7 %  | 66,7 %  |
| Транспорт та зв'язок | 16,7 %  | 16,7 %  |
| Посередницькі фінансові послуги | 0 %     | 0 %     |
| Послуги підприємствам | 0 %     | 0 %     |
| Послуги фізичним особам | 0 %     | 0 %     |
| Нерухомість та ін. | 16,7 %  | 16,7 %  |
| Усього підприємств | 6       | 6       |

## Житловий фонд
У 2001 р. 0 % усіх родин (домогосподарств) мали житло метражем до 59 м2, 18,3 % — від 60 до 89 м2, 40 % — від 90 до 119 м2 і
41,7 % — понад 120 м2.

З усіх будівель у 2001 р. 13,9 % було одноповерховими, 73,3 % — двоповерховими, 12,9 % — триповерховими, 0 % — чотириповерховими, 0 % — п'ятиповерховими, 0 % — шестиповерховими,
0 % — семиповерховими, 0 % — з вісьмома та більше поверхами.

## Автопарк
| \| Автомобілі, зареєстровані у місті, за призначенням \| Автомобілі, зареєстровані у місті, за призначенням \| Автомобілі, зареєстровані у місті, за призначенням \| \| Рік \| 2006 р. \| 2005 р. \| \| -------------------------------------------------- \| -------------------------------------------------- \| -------------------------------------------------- \| \| Приватні автомобілі \| 49,4 % \| 48,1 % \| \| Мотоцикли \| 3,3 % \| 3,8 % \| \| Вантажівки \| 33,8 % \| 33,8 % \| \| Трактори \| 4,1 % \| 4,5 % \| \| Автобуси та ін. \| 9,3 % \| 9,8 % \| \| Усього автомобілів \| 269 шт. \| 266 шт. \| |         |         |
| Автомобілі, зареєстровані у місті, за призначенням |         |         |
| Рік | 2006 р. | 2005 р. |
| Приватні автомобілі | 49,4 %  | 48,1 %  |
| Мотоцикли | 3,3 %   | 3,8 %   |
| Вантажівки | 33,8 %  | 33,8 %  |
| Трактори | 4,1 %   | 4,5 %   |
| Автобуси та ін. | 9,3 %   | 9,8 %   |
| Усього автомобілів | 269 шт. | 266 шт. |

## Вживання каталанської мови
У 2001 р. каталанську мову у місті розуміли 98,3 % усього населення (у 1996 р. — 99,1 %), вміли говорити нею 92,6 % (у 1996 р. — 94,4 %), вміли читати 90,3 % (у 1996 р. — 91,2 %), вміли писати 79,5 % (у 1996 р. — 54,2 %). Не розуміли каталанської мови 1,7 %.

## Політичні уподобання
У виборах до Парламенту Каталонії у 2006 р. взяло участь 113 осіб (у 2003 р. — 124 особи). Голоси за політичні сили розподілилися таким чином:
| \| Вибори до Парламенту Каталонії \| Вибори до Парламенту Каталонії \| Вибори до Парламенту Каталонії \| \| Рік \| 2006 р. \| 2003 р. \| \| -------------------------------------- \| ------------------------------ \| ------------------------------ \| \| Конвергенція та Єднання (CiU) \| 60,2 % \| 58,1 % \| \| Соціалістична партія Каталонії (PSC) \| 10,6 % \| 8,1 % \| \| Народна партія (PP) \| 14,2 % \| 12,9 % \| \| Ініціатива за зелену Каталонію (IC) \| 2,7 % \| 1,6 % \| \| Республіканська лівиця Каталонії (ERC) \| 12,4 % \| 19,4 % \| \| Громадянська партія (C's) \| 0 % \| 0 % \| \| Інші \| 0 % \| 0 % \| |         |         |
| Вибори до Парламенту Каталонії |         |         |
| Рік | 2006 р. | 2003 р. |
| Конвергенція та Єднання (CiU) | 60,2 %  | 58,1 %  |
| Соціалістична партія Каталонії (PSC) | 10,6 %  | 8,1 %   |
| Народна партія (PP) | 14,2 %  | 12,9 %  |
| Ініціатива за зелену Каталонію (IC) | 2,7 %   | 1,6 %   |
| Республіканська лівиця Каталонії (ERC) | 12,4 %  | 19,4 %  |
| Громадянська партія (C's) | 0 %     | 0 %     |
| Інші | 0 %     | 0 %     |